# Terschellingia longispiculata
Terschellingia longispiculata är en rundmaskart som beskrevs av Christian Wieser och Stephen Donald Hopper 1967. Terschellingia longispiculata ingår i släktet Terschellingia och familjen Linhomoeidae. Inga underarter finns listade i Catalogue of Life.